# Mladen Šerić
Mladen Šerić (Garevac, BiH, 1943. – 4. travnja 2018.), stomatolog-ortodont i slikar.

## Životopis
Nakon završene gimnazije u Gradačcu, studirao je stomatologiju u Zagrebu, koju je diplomirao 1970. godine. specijalizaciju iz ortodoncije završio je 1998. godine. Kao stomatolog radio je u  Modriči (BiH) i Feldkirchu u Austriji.
Od 1998. godine živio je u Mecama u Baranji, gdje se njegova obitelj skrasila nakon progonstva iz rodne Posavine i brojnih seljenja po Njemačkoj i Hrvatskoj.
Umro je 4. travnja 2018. i pokopan u rodnom Garevcu u Bosni i Hercegovini na groblju sv. Ilije.

## Slikarstvo
Slikarstvom, posebno akvarelom, bavi se otkad zna za sebe. Šezdesetih godina 20. stoljeća, na trećoj godini studija, prošao je prijemni ispit na zagrebačkoj Akademiji likovnih umjetnosti (ALU), slikarski odjel,  bez namjere da je upiše, isključivo da bi dokazao samom sebi da može. Okušao se gotovo u svim tehnikama, no najdraži su mu motivi prirode, portreti i vedute, odnosno gradski motivi, u tehnici akvarela. Naslikao je preko 1000 slika. Samostalno je izlagao u Beču, Würzburgu, Zagrebu i Osijeku (1998. godine u Hrvatskom narodnom kazalištu). Njegove se slike nalaze, ili su se nalazile, u domovima nekih poznatih osoba, npr. kneza Adama von Lichtensteina i pokojne glumice Marije Schell. Ljubav prema slikarstvu odvela ga je na studijska putovanja u  Austriju, Njemačku, Francusku i Nizozemsku. Studiozno je radio i usavršavao se uz djela  Williama Turnera i Pikea.
Krajem 90-ih godina 20. stoljeća dr. Bogdan Mesinger napisao je da je Baranja, s izmaglicama rijeka, Kopačkim ritom i Starom Dravom upravo čekala jednog vrsnog akvarelista koji bi je umjetničkim okom oslikao:
- "Ono što Mladen Šerić u pojedinim akvarelima unosi u akvarel našeg podneblja moglo bi izazvati ozbiljno preispitivanje vrijednosti naših dosadašnjih sudova o domaćim akvarelistima, pa i naših vlastitih kriterija kojima smo akvarelu prilazili".

Za Šerićevo slikarstvo Zvonko Penović je napisao i ovo:
- "Poslije Splita i operetnog akvarela velemajstora Tijardovića i Osijek je napokon dobio svoj – akvarel pun mekih tonova najtanjih zvukova kantilene što se razliježu maestralnim kompozicijama Šerićevih slika".

Slikarstvom se bavi i njegov stariji sin Davorin, koji preferira portrete u tehnici pastela.